# Elvis Nolasco
Elvis O. Nolasco (* 19. Dezember 1968 in New York City) ist ein US-amerikanischer Schauspieler dominikanischer Herkunft.

## Leben und Karriere
Elvis Nolasco wurde in New York City geboren, wo er anschließend mit mehreren Brüdern und Schwestern aufwuchs. Seine Wurzeln liegen in der Dominikanischen Republik. Seit seiner Jugend betrieb er Tanzen in den Stilrichtungen Lateinamerikanisch und Salsa, bevor später auch Breakdance hinzukam. Sein Interesse für das Schauspiel wurde während seiner Zeit an der George Washington High School geweckt. Dort belegte er als Wahlfach einen Theaterkurs, hauptsächlich wegen seiner Erfahrungen als Tänzer. Der Lehrer des Kurses war es anschließend, der es ihm nahelegte, sich auf das Schauspiel zu fokussieren.
Nolasco war 1994 nach einem Auftritt als Tito im Film Life Is Trouble erstmals vor der Kamera zu sehen. Ein Jahr darauf trat er als Horace im Film Clockers von Regisseur Spike Lee auf. 1996 spielte er eine kleine Rolle im Spielfilm Ich bin nicht Rappaport. Seit 1995 trat er in den Serien New York Undercover, Law & Order, NYPD Blue, Third Watch – Einsatz am Limit, Law & Order: Special Victims Unit in Gastrollen auf. 2005 übernahm er als Abe eine Nebenrolle in der Miniserie Miracle's Boys. 2008 erhielt er eine kleine Rolle in der Filmbiografie Che – Revolución. 2013 trat Nolasco als Cortez in einer Nebenrolle im Thriller Oldboy auf. Ein Jahr darauf kam es mit dem Horrorfilm Da Sweet Blood of Jesus zur abermaligen Zusammenarbeit mit Regisseur Spike Lee. 2015 wurde er in der American Crime als Carter Nix in einer der Hauptrollen besetzt. Für seine darstellerische Leistung in der Serie wurde er unter anderem für einen Satellite Award als Bester Nebendarsteller in einer Serie, Miniserie oder einem Fernsehfilm besetzt. 2016 war er als Chris Dixon auch in der zweiten Staffel in einer der Hauptrollen zu sehen.
2017 war Nolasco als Ray in der Filmbiografie Roxanne Roxanne, über das Leben der Rapperin Roxanne Shanté, in einer Nebenrolle zu sehen. Im selben Jahr übernahm er als Chip Lauderdale eine wiederkehrende Rolle in der Serie Claws. Zwischen 2017 und 2019 spielte Nolasco in der Serie Nola Darling, die auf der gleichnamigen Komödie, dem Spielfilmdebüt von Spike Lee, basiert, als Papo eine Nebenrolle. 2018 übernahm er als JP Keating eine Nebenrolle in der Serie All American. Seit 2019 ist er als Nat Pettigrew in Godfather of Harlem zu sehen.

## Filmografie (Auswahl)
- 1994: Life Is Trouble (I Like It Like That)
- 1995: New York Undercover (Fernsehserie, Episode 1x22)
- 1995: Clockers
- 1995: Law & Order (Fernsehserie, Episode 6x05)
- 1996: Ich bin nicht Rappaport (I'm Not Rappaport)
- 1997: New York Cops – NYPD Blue (NYPD Blue, Fernsehserie, Episode 5x04)
- 1997: Buscando un sueño
- 2000: Third Watch – Einsatz am Limit (Third Watch, Fernsehserie, Episode 2x03)
- 2001: Kitchen (Fernsehfilm)
- 2002: Rock Steady
- 2004: Law & Order: Special Victims Unit (Fernsehserie, Episode 5x17)
- 2004: 107 Street
- 2005: Miracle's Boys (Miniserie, 3 Episoden)
- 2005: Secuestro (Fernsehfilm)
- 2008: Che – Revolución (Che, el argentino)
- 2011: Futurestates (Fernsehserie, Episode 2x08)
- 2011: Da Brixk (Fernsehfilm)
- 2012: Mango Bajito
- 2013: Oldboy
- 2014: Da Sweet Blood of Jesus
- 2015–2016: American Crime (Fernsehserie, 21 Episoden)
- 2016: Mogadishu, Minnesota (Fernsehfilm)
- 2017: Roxanne Roxanne
- 2017: Cold Side
- 2017–2018: Claws (Fernsehserie, 7 Episoden)
- 2017–2019: Nola Darling (She's Gotta Have It, Fernsehserie, 9 Episoden)
- 2018–2020: All American (Fernsehserie, 7 Episoden)
- 2019: David Makes Man (Fernsehserie, 4 Episoden)
- seit 2019: Godfather of Harlem (Fernsehserie)
- 2021: Queen of the South (Fernsehserie, 2 Episoden)
- 2024: Carved

## Nominierungen (Auswahl)
Critics’ Choice Television Award
- 2015: Nominierung als Bester Nebendarsteller in einer Miniserie oder Fernsehfilm für American Crime

Satellite Award
- 2015: Nominierung als Bester Nebendarsteller in einer Serie, Miniserie oder Fernsehfilm für American Crime